# 끄롱봉현
끄롱봉현(베트남어: Huyện Krông Bông</ref>)은 베트남 중부 고원 지방 닥락성의 현이다.

## 행정 구역
끄롱봉현은 1시진, 13사를 관할하고 있다.

### 시진
- 끄롱끄마 시진 (Thị trấn Krông Kmar)

### 사
- 끄드람 사 (Xã Cư Đrăm)
- 끄끄띠 사 (Xã Cư Kty)
- 끄뿌이 사 (Xã Cư Pui, 格貝社)
- 장깡사 (Xã Dang Kang, 讓岡社)
- 에아쭐 사 (Xã Ea Trul)
- 호아레 사 (Xã Hòa Lễ, 和禮社)
- 호아퐁 사 (Xã Hòa Phong, 和豊社)
- 호아선 사 (Xã Hòa Sơn, 和山社)
- 호아떤 사 (Xã Hòa Tân, 和新社)
- 호아타인 사 (Xã Hòa Thành, 和城社)
- 쿠에응옥디엔 사 (Xã Khuê Ngọc Điền, 圭玉田社)
- 양마오 사 (Xã Yang Mao, 楊毛社)
- 양레 사 (Xã Yang Reh, 楊熱社)